# Località bandiere blu in Italia (2016)
Elenco delle 152 località italiane insignite della bandiera blu dalla FEE per l'anno 2016.

## Distribuzione per regione
| Regione               | Spiagge bandiera blu | Differenza rispetto al 2015 |
| --------------------- | -------------------- | --------------------------- |
| Liguria               | 25                   | 2                           |
| Toscana               | 19                   | 1                           |
| Marche                | 17                   | Stabile                     |
| Campania              | 14                   | Stabile                     |
| Puglia                | 11                   | Stabile                     |
| Sardegna              | 11                   | 3                           |
| Lazio                 | 8                    | Stabile                     |
| Veneto                | 8                    | Stabile                     |
| Emilia-Romagna        | 7                    | 2                           |
| Abruzzo               | 6                    | 2                           |
| Sicilia               | 6                    | 1                           |
| Trentino-Alto Adige   | 5                    | Stabile                     |
| Calabria              | 5                    | 1                           |
| Molise                | 3                    | Stabile                     |
| Friuli-Venezia Giulia | 2                    | Stabile                     |
| Piemonte              | 2                    | Stabile                     |
| Basilicata            | 2                    | 1                           |
| Lombardia             | 1                    | Stabile                     |
| Totale                | 152                  | 5                           |

## Abruzzo
- Vasto - Punta Penna, Vignola
- San Salvo - San Salvo Marina/Zona Fosso Molino
- Fossacesia - Fossacesia Marina
- Silvi - Lungomare Centrale/Arenile Sud
- Pineto - Lungomare dei Pini/Pineta Catucci
- Tortoreto - Spiaggia del Sole

## Basilicata
- Maratea - Acquafredda – Luppa
- Policoro - Lido lato Nord e Sud

## Calabria
- Cirò Marina - Punta Alice - Cervana/Madonna di mare
- Roccella Ionica
- Melissa - Torre Melissa
- Trebisacce - Lungomare Sud: Riviera dei Saraceni - Viale Magna Grecia - Riviera delle Palme
- Praia a mare - Camping Internazionale/Punta Fiuzzi

## Campania
- Massa Lubrense - Baia delle Sirene, Marina del Cantone, Marina di Puolo, Recommone
- Anacapri - Faro/Punta Carena, Gradola/Grotta Azzurra
- Ascea - Piana di Velia, Torre del Telegrafo, Marina di Ascea
- Vibonati - Torre Villammare/Santa Maria Le Piane, Oliveto
- Montecorice - San Nicola, Baia Arena, Spiaggia Agnone, Capitello
- Agropoli - Torre San Marco, Trentova
- Capaccio - Varolato/La Laura/Casina d'Amato, Ponte di Ferro/Licinella, Torre di Paestum/Foce Acqua dei Ranci
- Positano - Spiaggia Arienzo, Spiaggia Fornillo
- Casal Velino - Dominella/Torre, Lungomare/Isola
- Centola - Marinella, Palinuro (Le Saline, Le Dune, Porto)
- Pollica - Acciaroli, Pioppi
- Castellabate - Lago Tresino, Marina Piccola, Pozzillo/San Marco, Punta Inferno, Baia Ogliastro
- San Mauro Cilento - Mezzatorre
- Pisciotta - Sud (Ficaiola, Torraca, Gabella), Nord (Pietracciaio, Fosso della Marina, Marina Acquabianca)

## Emilia-Romagna
- Comacchio - Lido di Volano/Nazioni/Scacchi/Pomposa/Garibaldi, Lido Estensi, Lido Spina
- Cesenatico - Zadina, Ponente, Levante(Valverde, Villamarina)
- Cervia - Milano Marittina/Pinarella
- Ravenna - Casal Borsetti, Lido di Dante/Lido di Classe, Lido di Savio, Marina di Ravenna/Punta Marina Terme/Lido Adriano, Marina Romea/Porto Corsini
- Cattolica - Acquario, Via Fiume (1ªe 2ª scogliera)
- Misano Adriatico - Lido
- Bellaria Igea Marina - Igea Marina

## Friuli Venezia Giulia
- Lignano Sabbiadoro – Lido
- Grado - Spiaggia Principale, Costa Azzurra, Pineta

## Lazio
- Anzio - Riviera Levante, Riviera Ponente, Tor Caldara
- Gaeta - Arenauta, Ariana, Sant‘Agostino, Serapo
- Latina - Latina Mare
- Sabaudia - Lungomare
- San Felice Circeo - Litorale
- Sperlonga - Ponente/Lagolungo, Bazzano /Levante
- Ventotene - Cala Nave

## Liguria
- Chiavari - Zona Gli Scogli
- Santa Margherita Ligure - Scogliera Pagana, Punta Pedale, Paraggi, Zona Milite Ignoto
- Moneglia - Centrale/La Secca/Levante
- Lavagna - Lungomare
- Bordighera - Capo Sant'Ampelio/Termini, Capo Sant'Ampelio/Ratta Conigli
- Taggia - Arma di Taggia
- Santo Stefano al Mare - Baia Azzurra, Il Vascello
- San Lorenzo al Mare - U Nostromu/Prima Punta, Baia delle Vele
- Lerici - Venere Azzurra, Lido, San Giorgio, Eco del Mare, Fiascherino, Baia Blu, Colombo
- Fiumaretta di Ameglia
- Levanto - Levanto Ghiararo, Spiaggia Est "La Pietra"
- Framura - Fornaci (Spiaggia Confine Deiva Marina)
- Bergeggi - Il Faro, Villaggio del Sole
- Borghetto Santo Spirito - Litorale
- Pietra Ligure - Ponente
- Ceriale - Litorale
- Loano - Spiaggia Levante Porto, Zona Torrente Nimbalto, Tombolo Perelli, Zona Sottopasso Via Genova, Loc. Sottopassaggio
- Finale Ligure - Spiaggia di Malpasso/Baia dei Saraceni, Finalmarina, Finalpia, Spiaggia del Porto, Varigotti, Castelletto San Donato
- Spotorno - Lido
- Celle Ligure - Levante
- Varazze - Arrestra, Ponente Teiro, Levante Teiro, Piani D'Invrea
- Savona - Fornaci
- Albissola Marina - Lido
- Albisola Superiore - Lido
- Noli - Capo Noli/Zona Vittoria/Zona Anita/Chiariventi

## Lombardia
- Gardone Riviera - Lido/Casinò

## Marche
- Ancona - Portonovo
- Civitanova Marche - Lungomare Sud (Mostra Calzatura, Cinema Adriatico), Lungomare Nord
- Cupra Marittima - Lido
- Fano - Nord, Sassonia, Torrette/Marotta
- Fermo - Lido, Marina Palmense
- Gabicce Mare - Lido
- Grottammare - Lungomare Nord, Lungomare Sud
- Mondolfo - Marotta
- Numana - Numana Bassa/Marcelli Nord - Numana Alta
- Pedaso - Lungomare dei Cantautori
- Pesaro - Ponente/Levante Sottomonte
- Porto San Giorgio - Litorale
- Porto Sant'Elpidio - Lungomare
- Potenza Picena - Porto Potenza Picena
- San Benedetto del Tronto - Riviera delle Palme
- Senigallia - Spiaggia di Levante, Spiaggia di Ponente
- Sirolo - Sassi neri/San Michele, Spiaggia Urbani

## Molise
- Petacciato - Marina di Petacciato
- Termoli - Lungomare Nord (Sant'Antonio)
- Campomarino - Lido

## Piemonte

Spiaggia di Punta Penna Grossa di Carovigno nella riserva di Torre Guaceto.

- Cannobio - Spiaggia Lido
- Cannero Riviera - Lido

## Puglia
- Carovigno – Punta Penna Grossa – Torre Guaceto
- Polignano a Mare - Cala Fetente - Cala Ripagnola - Cala San Giovanni - Spiaggia San Vito
- Margherita di Savoia - Centro Urbano Canna Fesca
- Fasano
- Ostuni - Creta Rossa - Lido Fontanelle - Lido Morelli/Pilone - Rosa Marina
- Melendugno
- Salve
- Castro - La sorgente - Zinzulusa
- Otranto
- Castellaneta - Marina di Castellaneta
- Ginosa

## Sardegna
- Teulada - Portu Tramatzu, Sabbie Bianche, Tuerredda
- Quartu S. Elena - Poetto, Mare Pintau
- Tortolì - Lido di Cea, Lido di Orrì (I e II Spiaggia), Muxì (Il Golfetto), Orrì Foxilioni, Ponente (nota “La Capannina”), Porto Frailis
- Santa Teresa Gallura - Rena Bianca, Rena Ponente (Loc. Capo Testa), Zia Culumba (Loc. Capo Testa, Rena di Levante)
- La Maddalena - Caprera: Due mari, Caprera: Relitto, La Maddalena: Spalmatore, La Maddalena: Porto Lungo
- Badesi - Li Junchi
- Palau - Palau Vecchio, L'Isuledda (Porto Pollo), La Sciumara, Foce Fiume Liscia
- Oristano - Torregrande
- Sassari - Porto Ferro
- Sorso - Marina di Sorso (IV e V Pettine)
- Castelsardo - Madonnina/Stella Maris, Sacro Cuore/Ampurias

## Sicilia
- Menfi - Lido Fiori Bertolino, Porto Palo Cipollazzo
- Lipari - Ficogrande (Stromboli); Acquacalda e Canneto (Lipari); acque termali e Gelso (Vulcano)
- Tusa - Spiaggia Lampare, Spiaggia Marina
- Ispica - Ciriga, Santa Maria del Focallo
- Pozzallo - Pietrenere, Raganzino
- Ragusa - Marina di Ragusa

## Toscana
- Monte Argentario - Cala Piccola, Feniglia. Porto S.Stefano: La Caletta/Il Moletto, La Soda e Pozzarello, Cantoniera, Porto Ercole: Le Viste
- Grosseto - Marina di Grosseto/Le Marze/ Fiumara, Principina a Mare
- Castiglione della Pescaia - Roccamare Casamora/Riva del Sole/Rocchette/Capezzolo/Ponente - Punta Ala/Casetta Civinini/Piastrone/Pian dell'Alma, Levante e Tombolo
- Follonica - Litorale
- Rosignano Marittimo - Castiglioncello, Vada
- Piombino - Parco naturale della Sterpaia
- Bibbona - Marina di Bibbona
- Cecina - Marina di Cecina, Le Gorette
- Castagneto Carducci - Marina di Castagneto Carducci
- Livorno - Cala Quercianella (Bagni Paolieri e Cala Bianca/Rogiolo/Cala del Miramare), Antignano (Tre Ponti/Del Sale Roma/Rex)
- Marciana Marina - La Fenicia
- San Vincenzo - Principessa Centro, Rimigliano, Principessa Sud, Spiaggia La Conchiglia
- Pietrasanta - Focette, Tonfano
- Forte dei Marmi - Litorale
- Camaiore - Lido Arlecchino
- Viareggio - Marina di Torre del Lago Puccini, Marina di Levante, Marina di Ponente Marco Polo
- Massa - Campeggi/Ricortola/Marina Ponente/Dx Brugiano, Sx Brugiano/Marina Centro/Dx Frigido/Sx Frigido, Ronchi Levante, Ronchi Ponente
- Carrara - Marina di Carrara Centro
- Pisa - Marina di Pisa, Tirrenia/Calambrone

## Trentino Alto Adige
- Tenna
- Pergine Valsugana - San Cristoforo
- Levico Terme
- Calceranica al Lago